# Maro bureensis
Espèce
Maro bureensis est une espèce d'araignées aranéomorphes de la famille des Linyphiidae.

## Distribution
Cette espèce est endémique du kraï de Khabarovsk en Russie,. Elle se rencontre dans la réserve naturelle Bureinsky dans le district de Verkhnebureinsky.

## Description
Le mâle holotype mesure 1,63 mm et la femelle paratype 1,73 mm.

## Publication originale
- Tanasevitch, 2006 : New or little-known Maro O.P.-Cambridge from Siberia and the Russian Far East (Aranei: Linyphiidae: Micronetinae). Arthropoda Selecta, vol. 14, no 3, p. 259-268 (texte intégral).